# Gustav Makarius Tauc
Gustav Makarius Tauc, původně Gustav Tauc, také Makarios (* 1957 Praha), je český malíř ikon (ikonopisec), žijící v Německu.

## Život
V Praze se narodil a vystudoval střední uměleckoprůmyslovou školu na Žižkově. V roce 1978 emigroval do Švédska, odkud se v roce 1985 přestěhoval do Wiesbadenu, kde žije dosud. V 80. letech pobýval v pravoslavném klášteře v Řecku a začal malovat ikony, jimž se věnuje dosud.

## Dílo

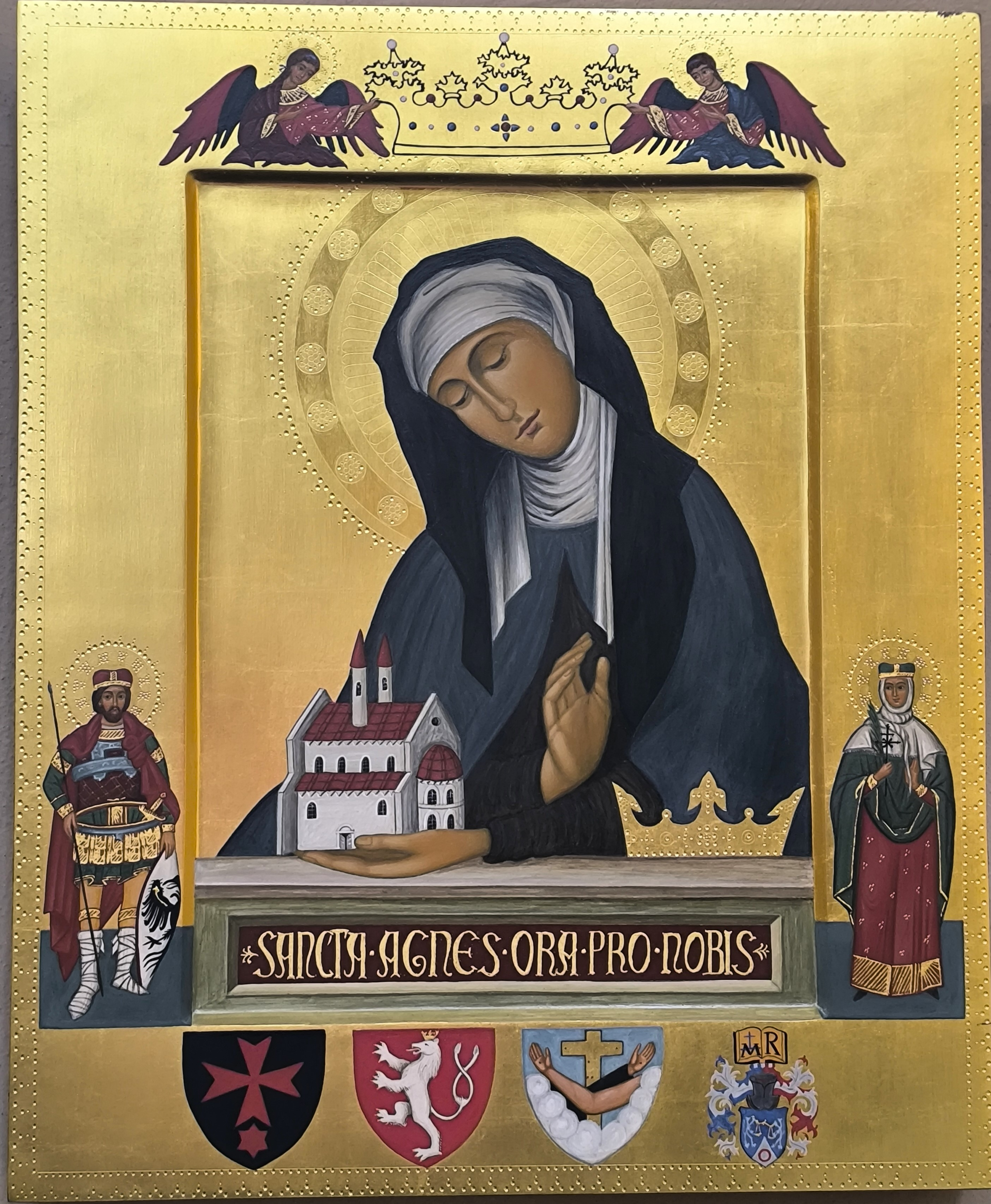
Menší varianta ikony sv. Anežky České (1989), kostel sv. Maří Magdalény, Karlovy Vary

Věnuje se malbě ikon na dřevě tradiční malířskou technikou vaječné tempery, obvykle s pozadím zlaceným lístkovým zlatem. Proslavila ho kanonizační ikona svaté Anežky České s malbou celé Anežčiny postavy, s miniaturami čtyř českých patronů na rámu a heraldickými symboly. Byla prezentována po Anežčině svatořečení v Praze 12. listopadu 1989 a je zavěšená v katedrále sv. Víta na jižní vnější stěně Svatováclavská kaple, kde ji biskup Jaroslav Škarvada vysvětil 12. listopadu 1999. Kopie této ikony se od 90. let rozšířila do mnoha českých kostelů a prodává se obvykle bez uvedení autora. 
Formátem menší varianta ikony zachycuje polopostavu světice jako zakladatelku řádu křižovníků s červenou hvězdou s modelem kostela v rukou, mezi heraldickými znaky je kromě českého lva a řádu křižovníků zastoupen také znak menších bratří františkánů.
Kromě své původní tvorby Makarius Tauc maluje také kopie středověkých obrazů, například Zbraslavské madony nebo kříže svatého Františka.

## Samostatné výstavy
- listopad 1990 – Malá galerie Melantrich, Praha
- prosinec 1996 – Galerie pravoslavného katedrálního chrámu Sv. Cyrila a Metoděje, Praha
- listopad 2019 – Muzeum Karlova mostu, Praha (k 30. výročí svatořečení sv. Anežky České)[3]